# Parafia św. Michała Archanioła w Nowej Soli
Parafia św. Michała Archanioła w Nowej Soli – jedna z czterech parafii rzymskokatolickich w mieście Nowa Sól, należąca do dekanatu Nowa Sól diecezji zielonogórsko-gorzowskiej, metropolii szczecińsko-kamieńskiej w Polsce, erygowana w 1731.
Od 1946 do 1950 proboszczem parafii był ks. Roman Kostikow.

## Linkki zewnętrzne
- Informacje o parafii na stronie diecezji zielonogórsko-gorzowskiej